# Georg Christian Urlaub

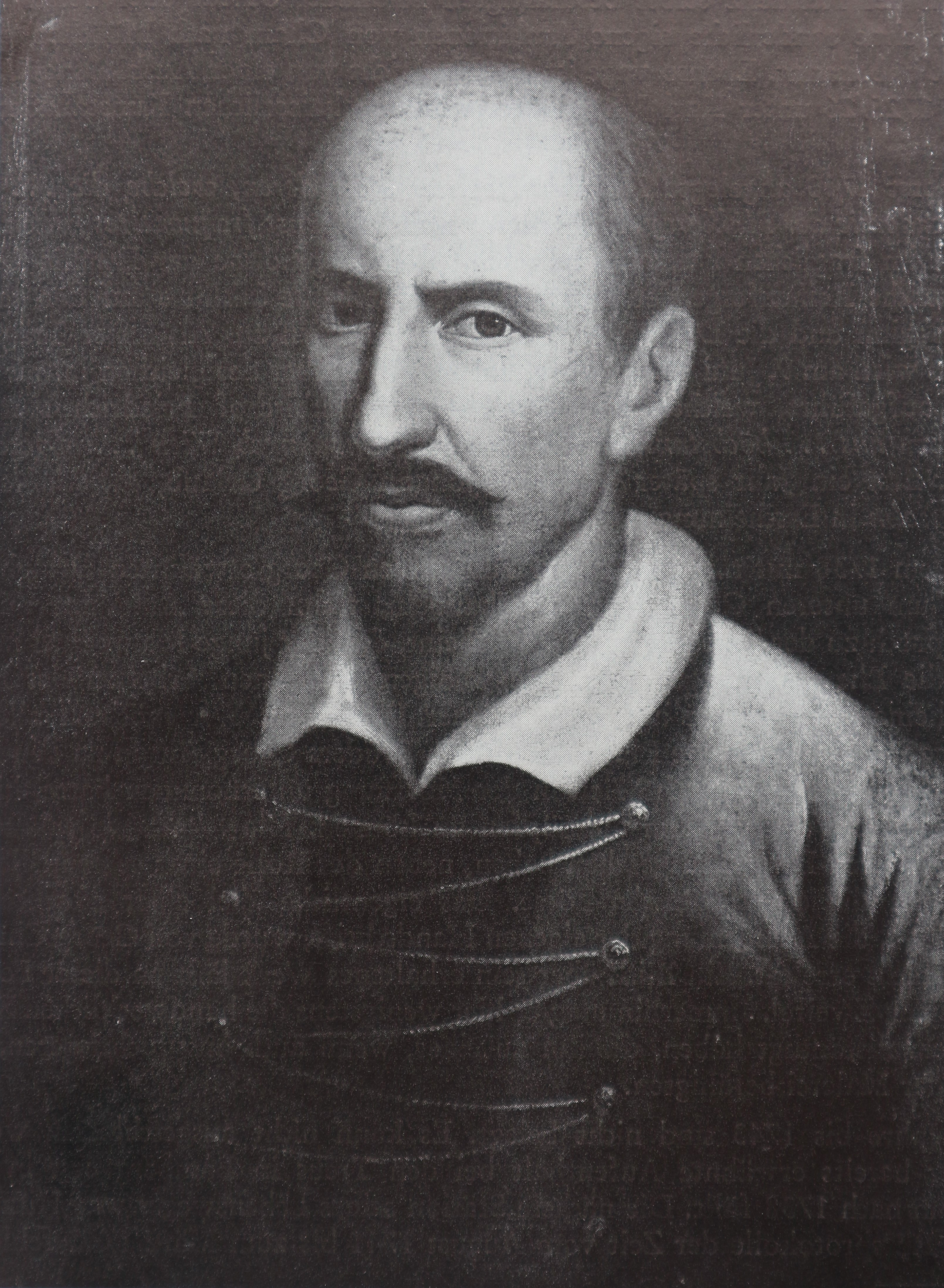
Georg Christian Urlaub, vermutlich von seinem Sohn Georg Anton Abraham Urlaub porträtiert.

Georg Christian Urlaub (getauft am 20. Februar 1718 in Thüngersheim; † 31. März 1766 in Würzburg) war ein deutscher Maler des Barock.

## Leben
Georg Christian Urlaub war der Sohn des Malers Georg Sebastian Urlaub und dessen erster Ehefrau Anna Maria Feser (1690–1758). Zwei Brüder des Georg Christian, Georg Anton sowie Johann Georg wurden später ebenfalls Kunstmaler. Ersten Malereiunterricht erhielten die Kinder in der Werkstatt ihres Vaters, bald darauf lernte Georg Christian Urlaub in Bamberg bei der Malerfamilie Treu. 1737 verließ Urlaub Bamberg und begab sich auf Wanderschaft. Es folgten Aufenthalte in Cham und München, wo er am 28. April 1738 Maria Elisabeth Schedl (auch Schödl, 1715–1756), die Tochter des Chamer Bildhauers Quirin Schedl, heiratete. Aus der Ehe stammen sechs Kinder, darunter die Maler Georg Anton Abraham und Georg Karl Urlaub.
1738 studierte Urlaub kurzzeitig an der Kunstakademie Wien, die darauffolgenden Jahre bis 1743 sind nicht belegt. Ab 1743 hielt Urlaub sich für drei Jahre in Kitzingen auf. 1744 war Georg Christian Urlaub zusammen mit seinem Vater sowie seinem Bruder Georg Anton in der Würzburger Residenz an der Hinterglasmalerei im Spiegelkabinett tätig. Für eine Triumphpforte anlässlich des Einzugs Joseph von Schwarzenbergs in Marktbreit schuf Georg Christian Urlaub 1745 sieben allegorische Tafelbilder (weitere fertigte Johann Lorenz Derleth), die sich heute im Marktbreiter Rathaus befinden.
Nachdem der markgräfliche Ansbacher Hofmaler Johann Christian Sperling 1746 verstorben war, sah Urlaub die Chance, eine feste Stelle am dortigen Hof zu bekommen, weswegen er nach Ansbach zog. Allerdings ließ eine Anstellung als Hofmaler auf sich warten, Urlaub führte stattdessen verschiedene Gelegenheitsarbeiten im Fürstentum aus. Für Markgraf Karl Wilhelm Friedrich bestand nach dem Tod Sperlings zunächst keine Notwendigkeit, die vakante Stelle des Hofmalers neu zu besetzen. An künstlerischen Dingen nur so weit interessiert, wie sie der Glorifizierung des Herrschertums dienten, war der Markgraf zwischenzeitlich auch der Bautätigkeit müde. Zwar wird Urlaub im Taufeintrag seines Sohnes Hieronymus 1747 bereits als „Hofmaler“ bezeichnet, es ist jedoch anzunehmen, dass „es sich hier um eine jener ‚Ernennungen' handelte, wie sie Carl Wilhelm Friedrich nach der Tafel oder in einer vorübergehenden Aufwallung von Großmut auszusprechen liebte.“ Das erste überlieferte amtliche Dokument, in dem Urlaub als Hofmaler bezeichnet wird, stammt aus dem Jahr 1752.
1753 erließ der Markgraf ein Dekret, mit welchem Urlaub zugesichert wurde, dass ihm alle im Fürstentum anfallenden Malereien oder zugehörige Ausbesserungen bei Kirchenbauten übertragen werden sollen. Derartige Tätigkeiten (auch handwerkliche, nicht nur künstlerische) machten daraufhin einen Großteil der Arbeit Urlaubs aus, andere künstlerische Arbeiten sind für den Zeitraum nach Erlass des Dekrets wenige überliefert. Zur Ausführung von „Staatsporträts“ wurde Urlaub nur selten herangezogen; er führte mehrfach Vergoldearbeiten aus, so u. a. für einen „Kurhut“ (anlässlich des Besuchs Friedrichs II. in Ansbach) oder die herrschaftliche Wiege. 1754/55 war Johann Wilhelm Conrad Liebhard mit einem nicht geringen, festen Honorar ebenfalls zum Kammermaler ernannt worden, gleiches gilt für Christoph Anton Hirsch sowie für Johann Leonhard Schneider (ab etwa 1756). Liebhard und Hirsch verloren nach Verkleinerung des Hofstaats durch den neuen Markgrafen Alexander ihre Stelle 1757 wieder.
Urlaubs Besoldung hingegen betrug weniger als die des markgräflichen Bauzeichners und auch das 1752 erteilte Patent brachte dem Künstler nur wenig ein. Im Dezember 1756 kam der Tod von seiner Ehefrau hinzu, weswegen Georg Anton Urlaub seinem Bruder nahelegte, nach Würzburg überzusiedeln. Im Juli 1757 wurde Georg Christian Urlaub dort als Bürger aufgenommen. Georg Anton unterstützte seinen Bruder und verschaffte ihm Aufträge. Eine erneute Ehe schloss Georg Christian Urlaub im Frühjahr 1758 mit Catharina Kellermann. Die Förderung durch den Bruder war jedoch nur von kurzer Dauer, Georg Anton verstarb bereits 1759. Zwanzig Tage nach dem Tod seiner zweiten Ehefrau 1766 verstarb auch Georg Christian Urlaub im Alter von 48 Jahren.

## Werke (Auswahl)

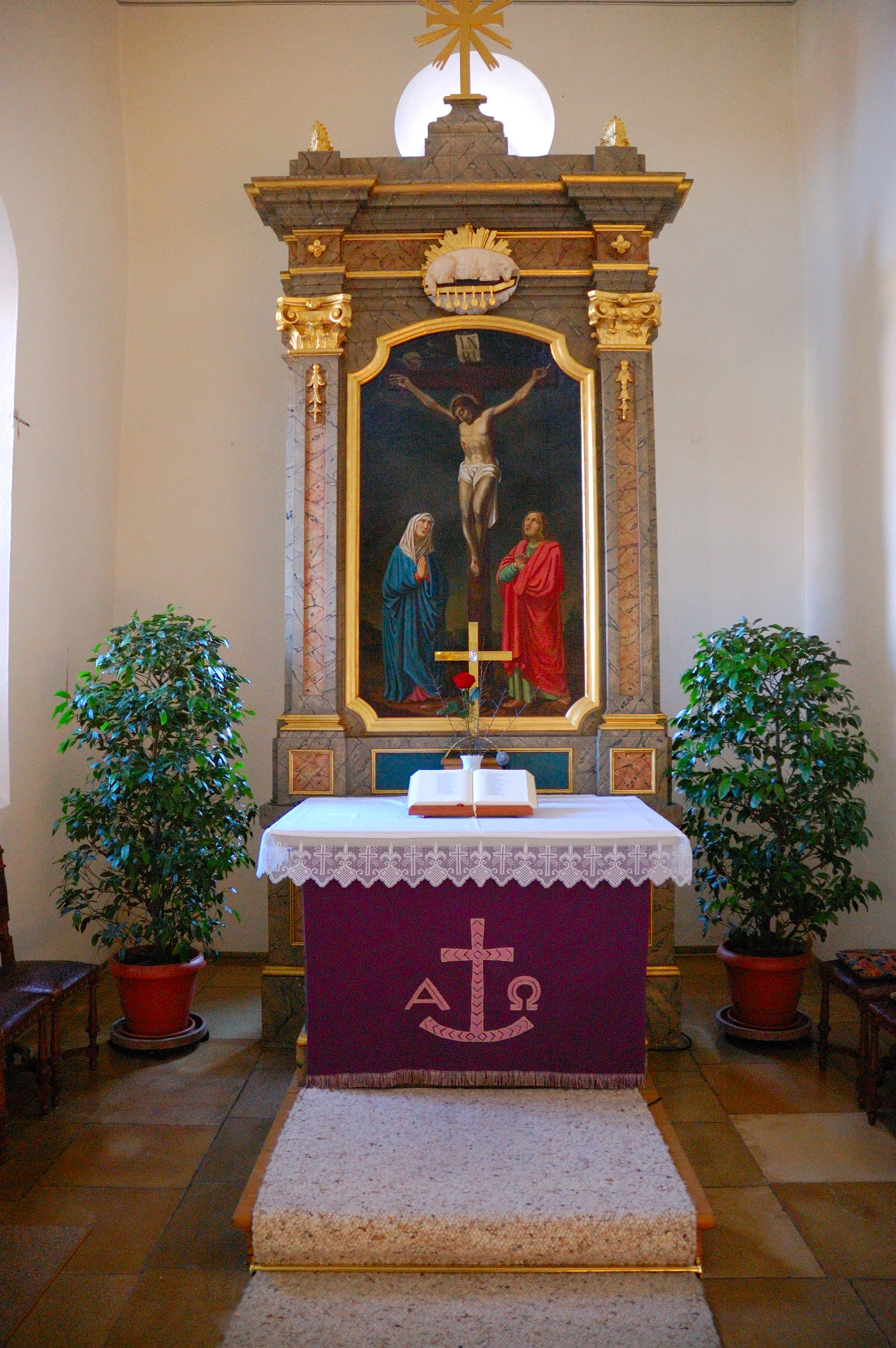
Kreuzigung, Altarbild St. Georg (Immeldorf) (1748)
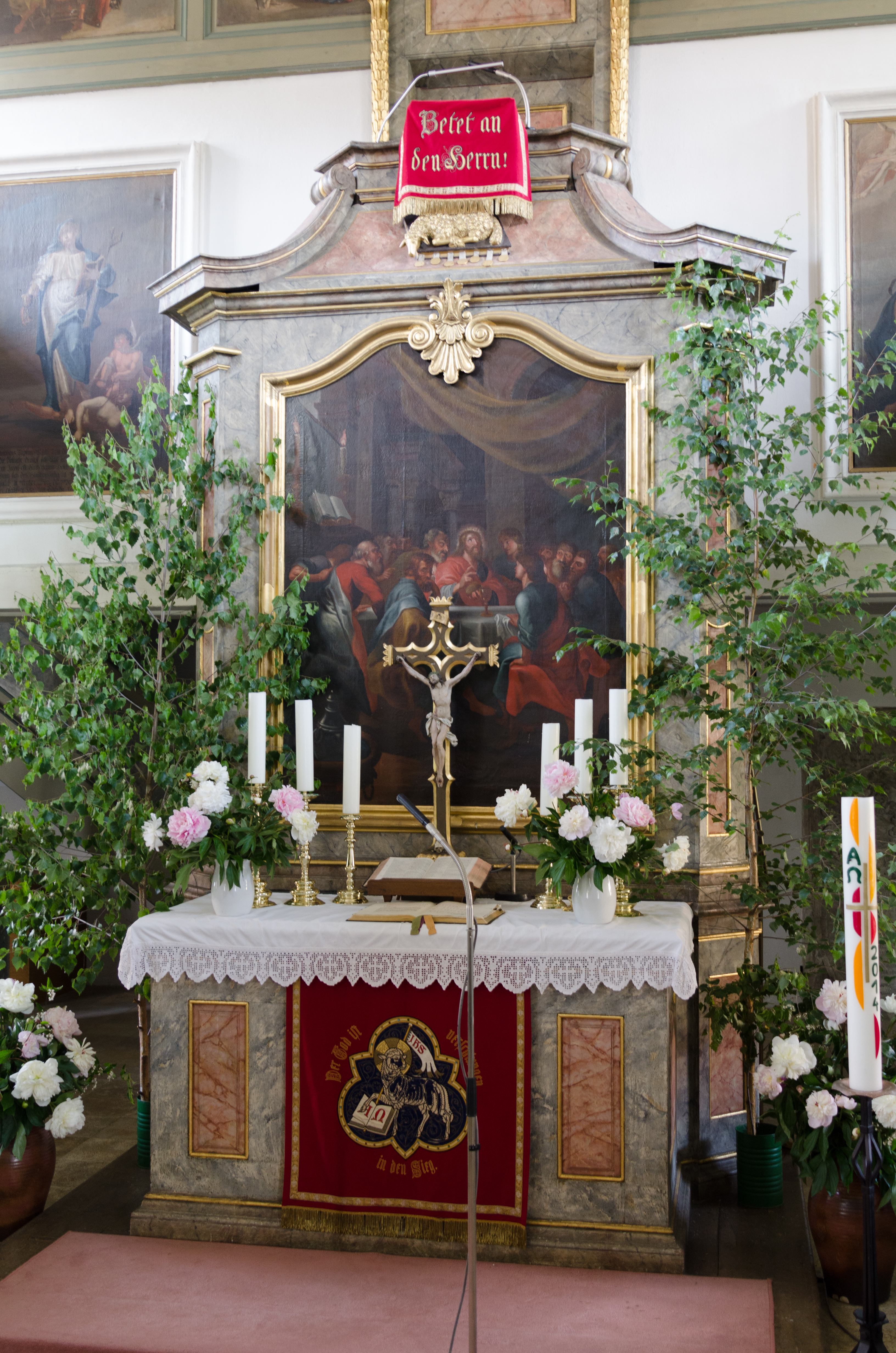
Heiliges Abendmahl, Altarbild St. Margaretha (Rügland) (1754)
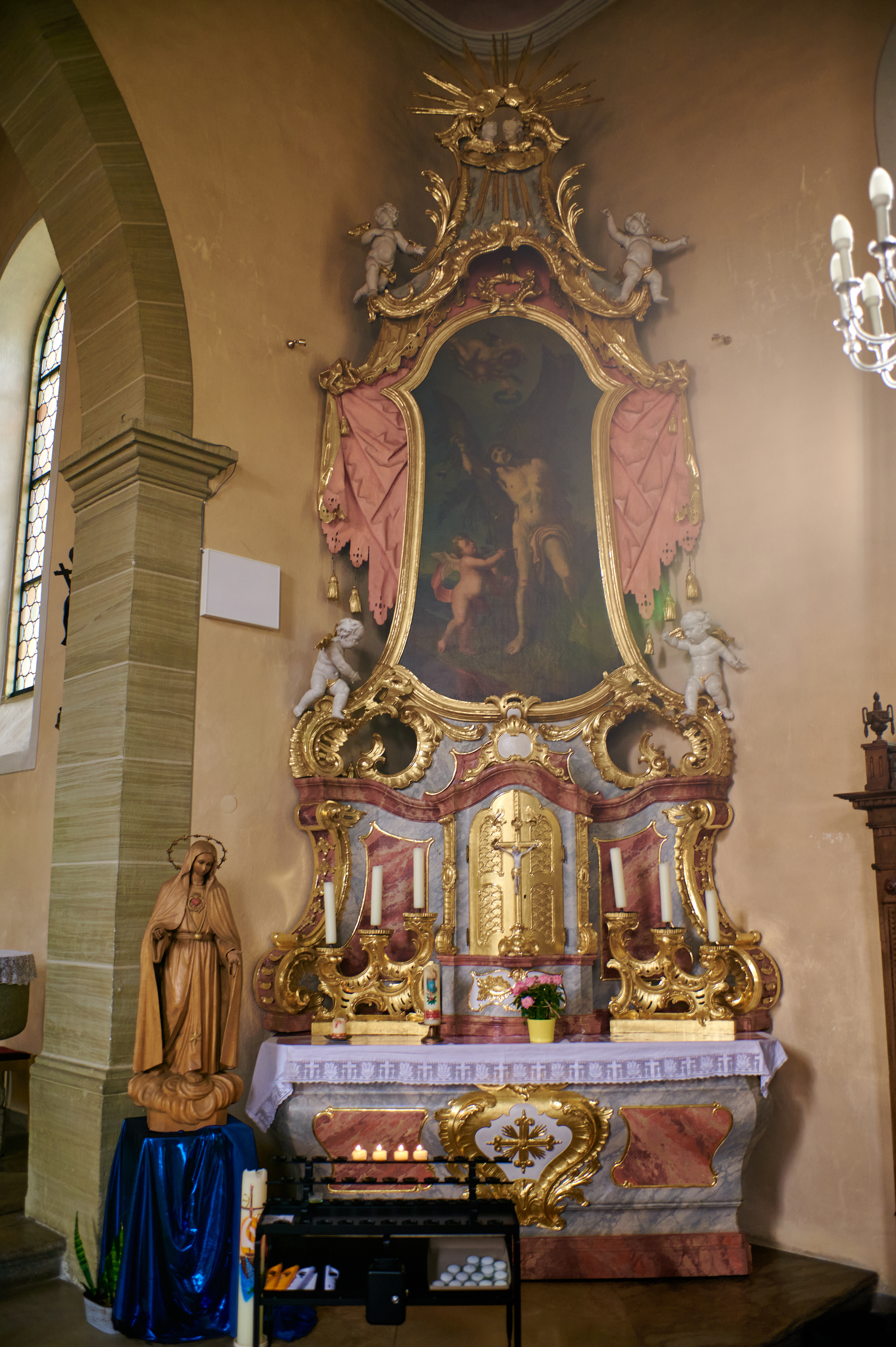
Tod des Hl. Sebastian, Allerheiligenkirche (Unterwittighausen), rechtes Seitenaltarblatt
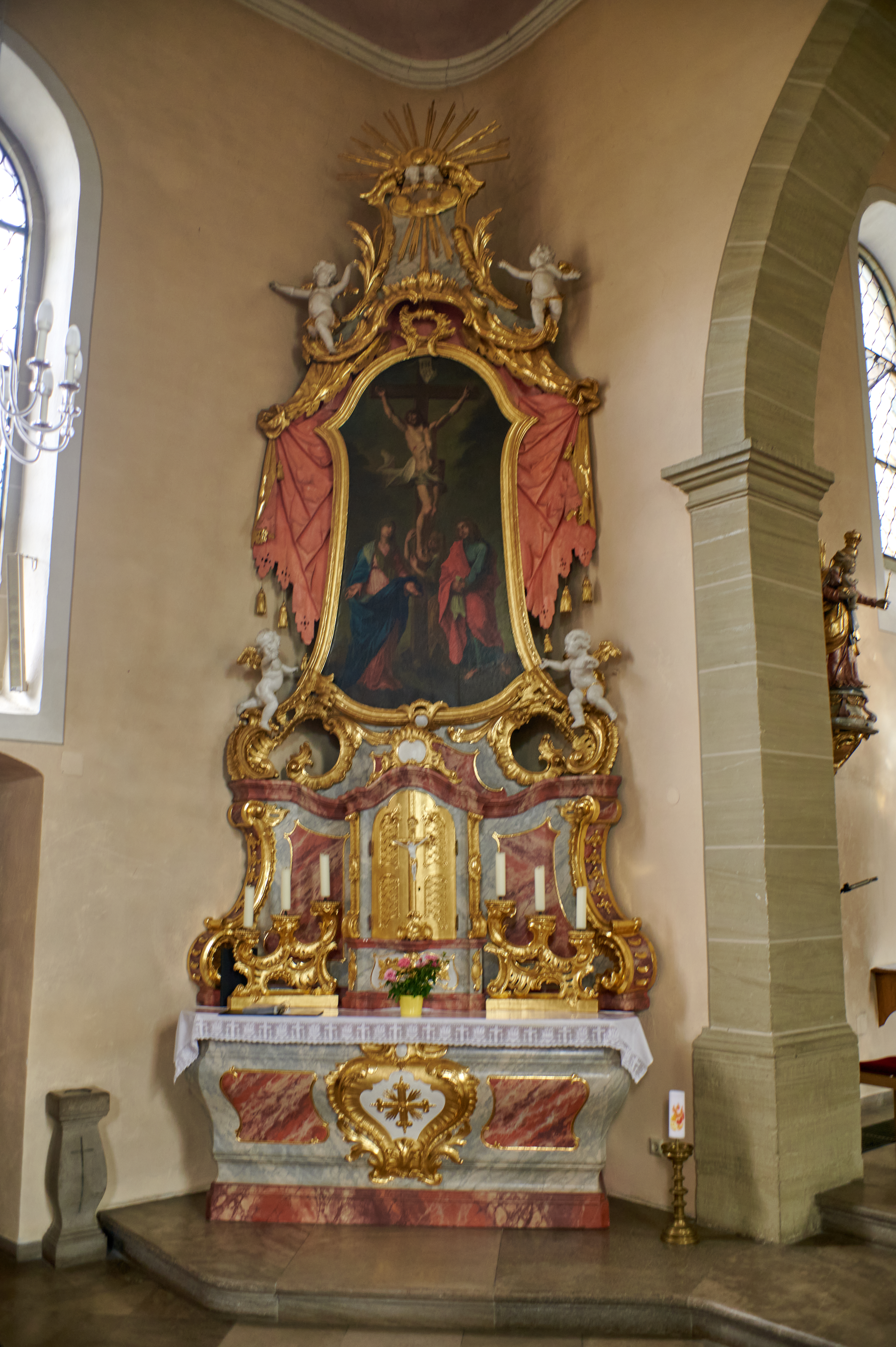
Kreuzigung, Allerheiligenkirche (Unterwittighausen), linkes Seitenaltarblatt
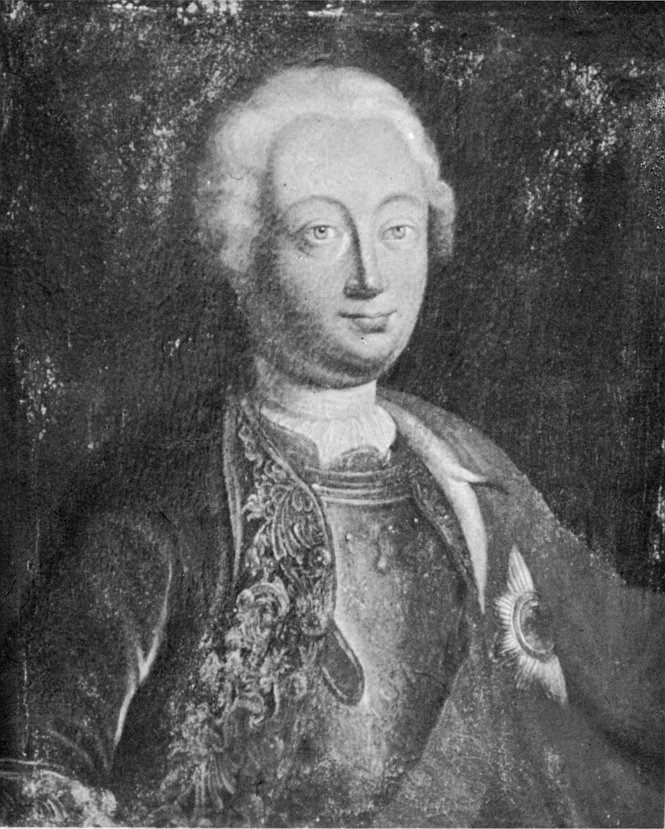
Porträt des Markgrafen Karl Wilhelm Friedrich von Brandenburg-Ansbach
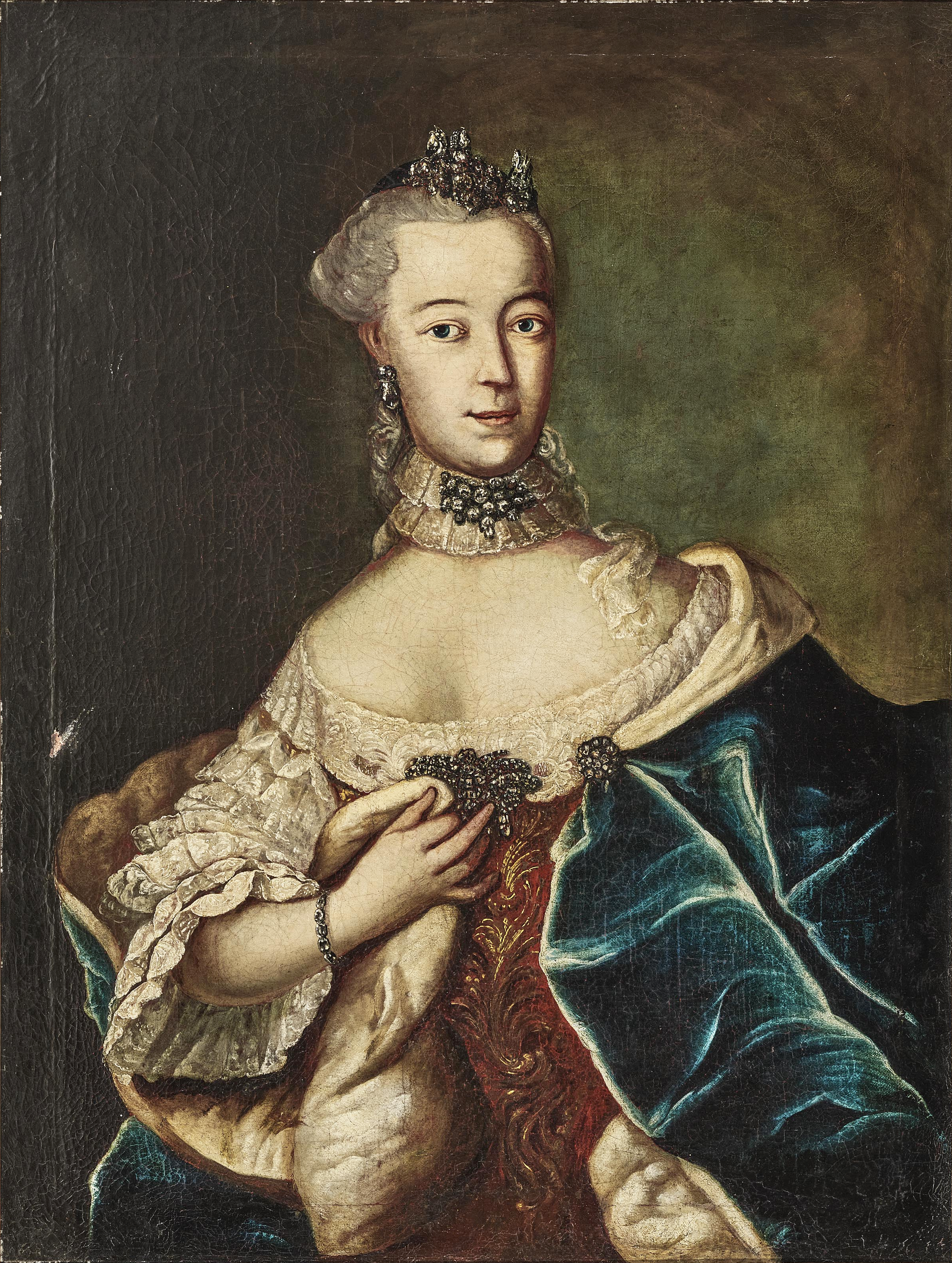
Porträt der Friederike Caroline von Sachsen-Coburg-Saalfeld als Erbprinzessin von Brandenburg-Ansbach (1756)
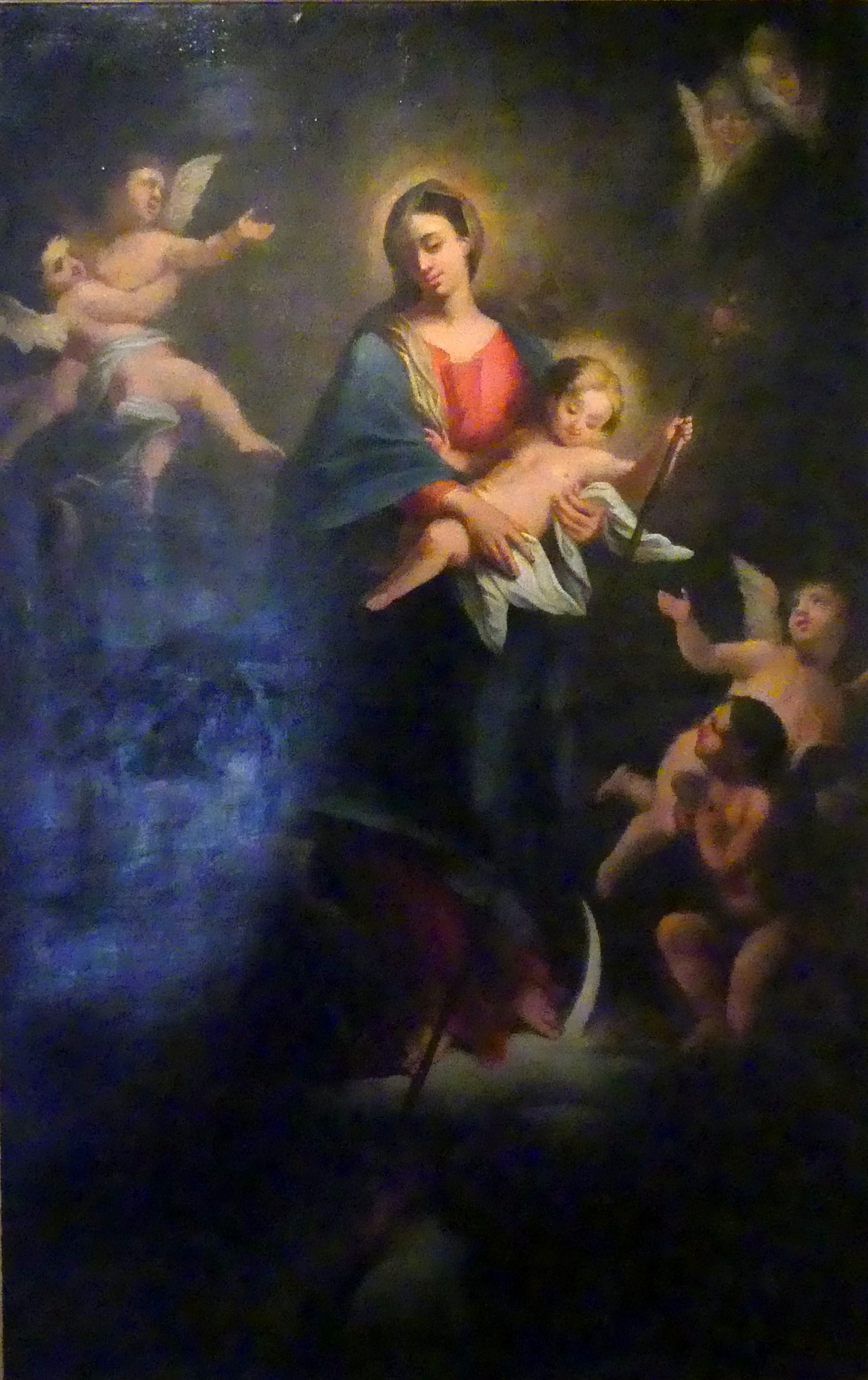
Maria de Victoria (1758)
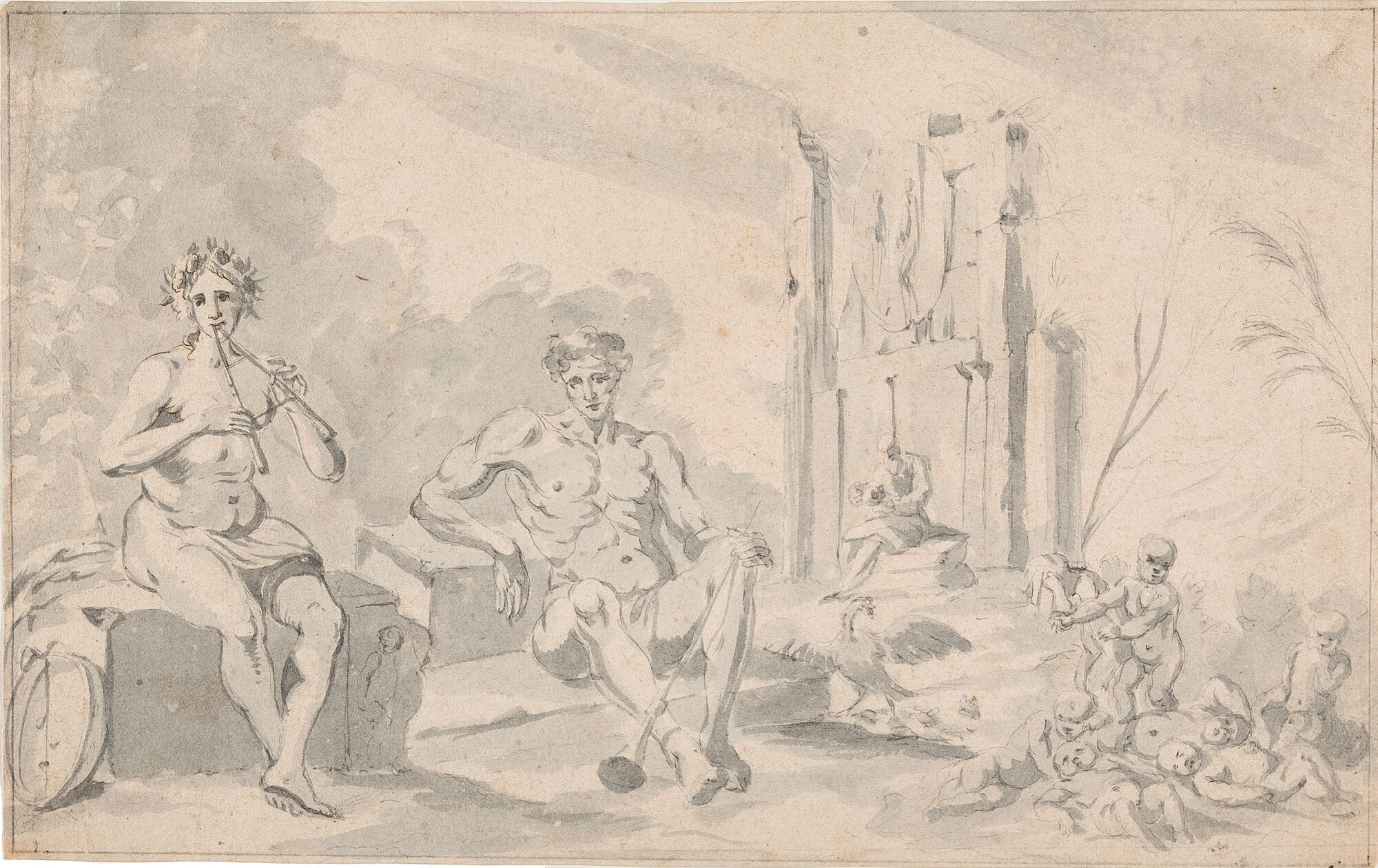
Wettstreit zwischen Apoll und Marsyas

Weitere:
- Ermordung des Hl. Kilian, Öl auf Leinwand, Pfarrkirche Reupelsdorf, rechtes Seitenaltarblatt (1745)
- Krönung Mariä, Öl auf Leinwand, Pfarrkirche Reupelsdorf, linkes Seitenaltarblatt (1745)
- Figurierte Tafel und Gemählde im erbprinzlichen Garten (1751)
- Vase mit Fabelwesen und spielenden Kindern (1753)
- Auferstehung, St. Margaretha (Rügland), flankierendes Bild zum Hauptaltar (1754, bereits 1758 ersetzt)
- Geburt Christi, St. Margaretha (Rügland), flankierendes Bild zum Hauptaltar (1754, bereits 1758 ersetzt)
- Die armen Seelen im Fegfeuer, Öl auf Leinwand, Friedhofskapelle St. Michael Gerolzhofen, Hochaltarblatt (1754)
- Heilige Familie, Öl auf Leinwand, Friedhofskapelle St. Michael Gerolzhofen, linkes Seitenaltarblatt (1754)
- Porträt des Würzburger Fürstbischofs Adam Friedrich von Seinsheim (1755)